# アルフレート・フライベルク

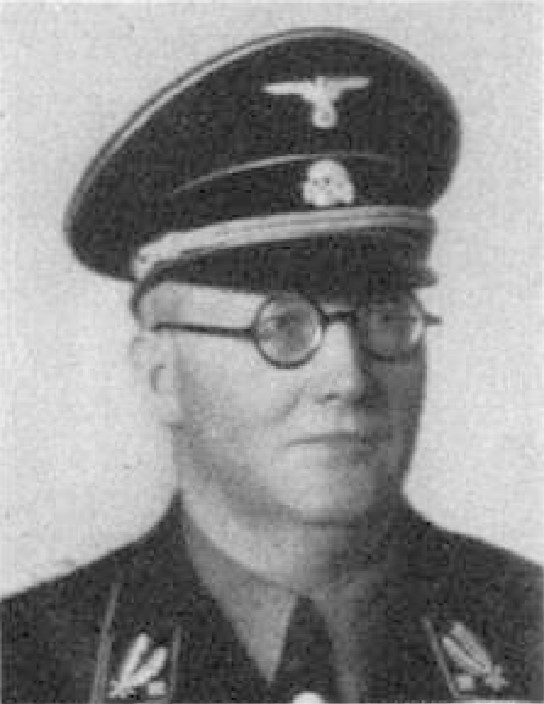
SS旅団指導者の制服を着用したフライベルク（1938年）

ブルーノ・エーリッヒ・アルフレート・フライベルク（ドイツ語: Bruno Erich Alfred Freyberg、1892年7月12日 - 1945年4月18日）は、ナチス・ドイツ期の地方政治家である。国家社会主義ドイツ労働者党（NSDAP, ナチ党）の管区指導者を務め、アンハルト自由州においてナチ党員による初めての州首相（Ministerpräsident eines Landes）となり、後にライプツィヒ市長を務めた。

## 経歴
1892年、ハルスレーベンに生まれ、ハルバーシュタットの学校に通った後、ジュネーブ、ケーニヒスベルク、ミュンヘン、ハレの大学で法学を学び1918年から司法修習生試験を受け、1922年には司法試験に合格する。1914年に志願兵として第一次世界大戦に従軍し、1917年には予備役中尉に昇進した。1920年7月11日にマグダレーナ・シュヴァンネケ（Magdalena Schwanneke, b. 16 February 1896；† 18 April 1945）と結婚し、2人の子供、ヴィルヘルム・フリードリッヒ（後に東部戦線へ従軍し戦死）とバーバラをもうけている。 
1923年から1926年まで地方議会議員を務め、1926年にはクヴェードリンブルクに弁護士として活動し、また、1929年からは公証人としても勤務している。1925年5月、すでにクヴェードリンブルクにおけるナチ党（党員数5,880人）の地区指導者（Ortsgruppenleiter）を務めており、1929年からはクヴェードリンブルク市の市議会議員となった。1932年4月24日の州選挙では、ナチ党が41.67％の得票率を獲得して第1党となり、1932年5月21日、フライベルクはアンハルト自由州の首相に選出された。彼はヴァイマル共和政では初のナチ党員による州首相となった。
1936年からは形骸化していた国会議員を務め、1938年にはSD本部（SD-Hauptamt）に勤務した。親衛隊名誉指導者（隊員番号113,650）としては、1942年7月12日に親衛隊中将に昇進している。1939年8月21日から1945年の自決までフライベルクはライプツィヒ市長を務め、市庁舎からほど近いライプツィヒの音楽街にある名勝ヴィラ・ジルバルト（Villa Girbardt）に私邸を構えていた。

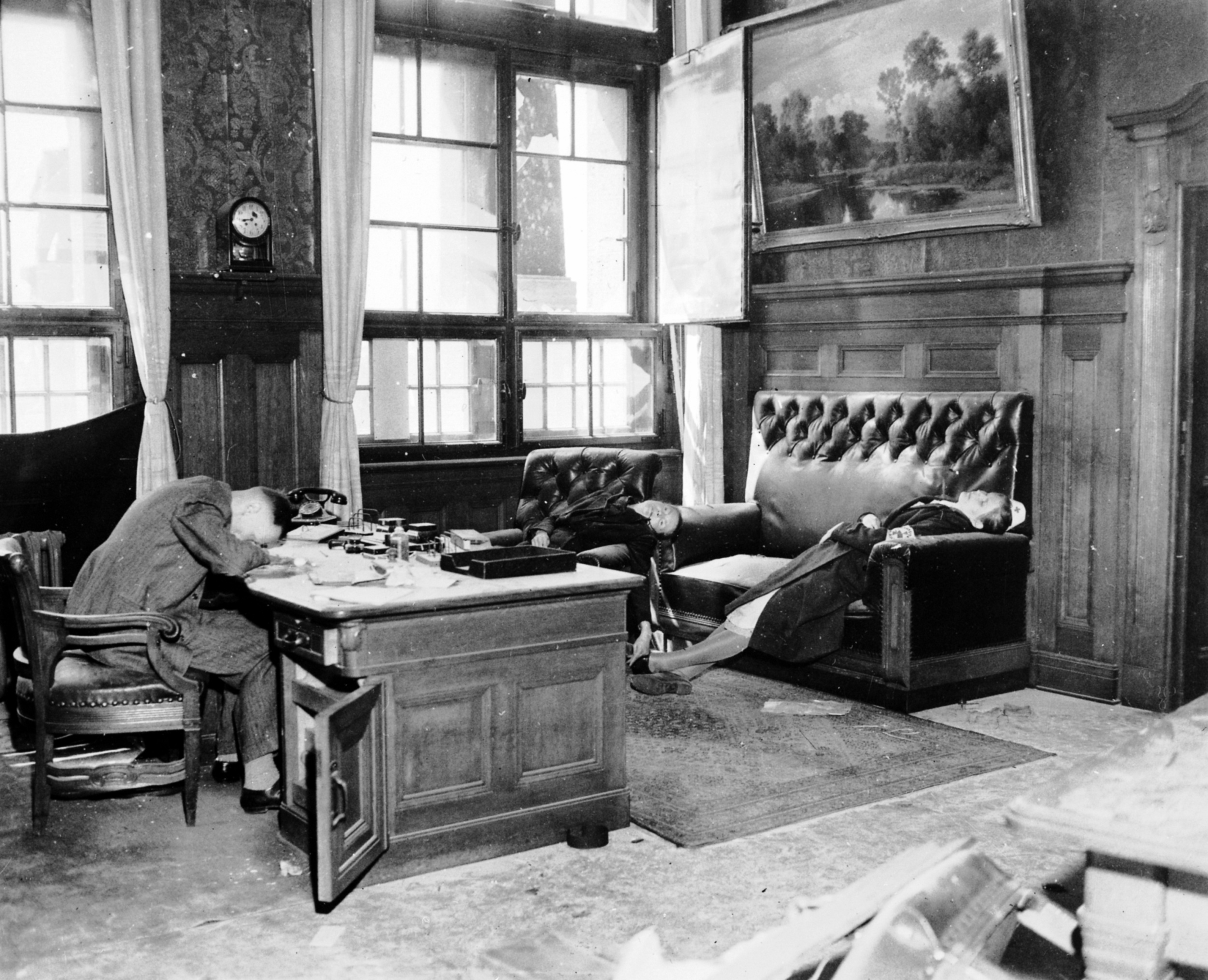
敗戦により市庁舎の執務室で心中したリッソと妻の写真（フライベルクは隣室で自決していた）

1945年4月18日、米軍によるライプツィヒ占領の前日、フライベルクは市庁舎で妻と娘と共に自決した。執務室では市の会計係兼副市長のクルト・リッソ（Kurt Lisso）が妻と娘と共に遺体で発見された。遺体は米軍の従軍記者によって大量に撮影され、一時はフライベルクの遺体とされていたが、実際はフライベルクは隣の部屋で自殺していた。また、前任者であったヴァルター・デーニッケも4月19日に新市庁舎で自決している。